# Monasterio de Zuqnin
El monasterio de Zuqnin fue un destacado monasterio cristiano situado al norte de Amida, en las cercanías de la actual Diyarbakır en el este de Turquía. En este lugar, Juan de Éfeso fue consagrado por Juan de Tella en el año 529. Este monasterio es especialmente reconocido por ser el lugar de composición de la Crónica de Zuqnin, obra escrita por un monje sirio occidental, posiblemente José el Estilita, alrededor del año 775. La biblioteca de este monasterio gozaba de gran prestigio entre los eruditos de la región, albergando numerosos volúmenes valiosos, entre ellos las obras de Eusebio, Sócrates, Juan de Éfeso y la propia Crónica de Zuqnin.